# Altitudes et coordonnées géographiques sur Mars
 (août 2023 L'intro ne décrit pas l'objet de l'article dans sa 1ère phrase.).
L'exploration de la planète Mars a rendu nécessaire l'établissement d'un référentiel dans lequel exprimer les altitudes et les coordonnées sur Mars. La finalisation de ce référentiel est intervenue au début du XXIe siècle à partir des relevés altimétriques du Mars Orbiter Laser Altimeter (MOLA) de la sonde Mars Global Surveyor, mais de nombreuses données intermédiaires concernant la géographie martienne ont été publiées et mises en ligne dans les années 1970, 1980 et 1990 — et sont souvent toujours accessibles, notamment sur les sites institutionnels américains, sans mention particulière — avec des valeurs aujourd'hui erronées car établies dans un cadre devenu obsolète depuis lors.

## Altitudes et niveau 0
Il existe un zéro du nivellement terrestre et un zéro hydrographique, le niveau 0  des cartes de navigation (datum en anglais) est basé sur des données de marégraphes qui donnent un niveau voisin du niveau le plus bas de la plus grande marée basse.

### Données du problème
En l'absence d'étendue liquide susceptible de définir une surface équipotentielle globale dans le champ de gravité martien comme le font les océans sur Terre, le niveau 0 des altitudes martiennes a dû être défini conventionnellement.
Mars étant, contrairement à Vénus, une planète en rotation relativement rapide, avec une période de rotation sidérale de 1,026 jour terrestre, il n'est pas possible de se fonder sur son rayon moyen (3 389,5 km) pour définir le niveau de référence des altitudes martiennes : dans un tel référentiel, l'équateur aurait une altitude moyenne de près de 7 km au-dessus du niveau de référence tandis que les pôles se situeraient plus de 13 km en dessous, car la forme générale de Mars est, comme le géoïde, à peu près sphéroïdale — c'est-à-dire pouvant être approchée par un ellipsoïde de révolution d'aplatissement non nul. De surcroît, un tel niveau 0 sphérique ne représenterait pas une surface équipotentielle, et n'aurait donc aucune signification pratique.

### Conventions du programme Viking
Le programme Viking, élaboré par la NASA au début des années 1970, avait ainsi défini le niveau 0 comme celui d'un sphéroïde de rayon équatorial égal à 3 397,2 km avec un aplatissement de 0,0105. L'atterrisseur de Viking 1 s'est ainsi posé sur Mars le 20 juillet 1976 par 22,480° N et 47.967° W (coordonnées « planétographiques », voir plus loin) à une altitude de −2 690 m par rapport à ce référentiel.

### Finalisation du référentiel
Avec l'affinement des mesures de la pression au sol de l'atmosphère de Mars au fil des missions d'exploration qui se sont succédé sur et autour de la planète rouge, il est devenu possible de calculer une équipotentielle globale à partir de la pression atmosphérique moyenne déterminée par occultation radio en un réseau suffisamment serré de points à la surface de la planète :
Niveau de référence martien — Le niveau d'altitude 0 est conventionnellement établi sur Mars comme celui auquel la pression atmosphérique moyenne est de 610 Pa.
Noter que cette pression standard est très proche — mais distincte — de celle du point triple de l'eau pure, qui est de 611,73 Pa, avec une température de 273,16 K (0,01 °C).
En pratique, la pression au sol varie constamment du fait des aléas climatiques — dépressions et anticyclones — et surtout du cycle saisonnier du dioxyde de carbone atmosphérique, en équilibre avec le dioxyde de carbone gelé dans les calottes polaires, ce qui induit des variations de pression considérables sur l'ensemble de la surface martienne : Viking 1 Lander avait ainsi relevé sur son site d'atterrissage des extrêmes allant de 680 Pa en été à près de 900 Pa en automne,. C'est ce qui rend si difficile la détermination du niveau de référence martien en fonction de la pression standard au sol, au point qu'avant les années 2000 l'imprécision des altitudes pouvait atteindre 4 à 6 km, comme l'illustre ce Q&A du siècle dernier toujours en ligne sur le site éducatif NASA Quest de la NASA :
« QUESTION:
What are the highest and lowest elevations on the surface on Mars?
ANSWER from Smart Filter on 24 January 1997: From the text “Astronomy” by James B. Kaler, copyright 1994, publisher: Harper Collins:

First we must define a reference level by taking the average atmospheric pressure at the surface of Mars (the reference level is the martian counterpart of sea level on earth). The volcano Olympus Mons reaches 27 kilometers above the reference level. The ancient impact basin Hellas is 4 kilometers below the reference level. »
Les valeurs actuellement publiées par l'USGS sur la base des relevés du MOLA de MGS sont en fait respectivement 21 229 m pour Olympus Mons et −8 200 m pour Hellas Planitia.

## Coordonnées géographiques

### Méridien 0
Le méridien 0 de Mars a été défini en 1830 par les astronomes allemands Wilhelm Beer et Johann Heinrich von Mädler en se fondant sur une petite formation circulaire proche de l'équateur dont ils se servirent pour déterminer la période de rotation de Mars. Cette formation circulaire fut reprise par la suite en 1877 par l'astronome italien Giovanni Schiaparelli qui en fit le méridien 0 de ses longitudes. L'astronome français Camille Flammarion la baptisa Sinus Meridiani (« Baie du méridien »), d'où provient le toponyme actuel Meridiani Planum désignant cette région. Le cratère Airy fut choisi dans cette région pour matérialiser plus précisément le méridien 0 et, à la suite de la cartographie de la surface de Mars obtenue en 1972 par la sonde Mariner 9 avec une résolution moyenne de l'ordre du kilomètre, le centre du petit cratère Airy-0, situé à l'intérieur du cratère Airy et large de 500 m seulement, a été choisi pour positionner le méridien 0 sur Mars. Finalement, c'est l'atterrisseur Viking 1 qui sert de référence depuis 2018 en ayant une longitude officiellement assignée de 47,951 37 degrés ouest.
Le rapport du WGCCRE paru en 2018 indique en effet que la longitude de l'atterrisseur Viking 1 est définie comme étant 47,951 37 degrés ouest, ce qui maintient le méridien 0° à travers le cratère Airy-0, et donne comme paramètres :
- α0 = (317,269 202 − 0,109 275 47 T + 0,000 068 sin(198,991 226 + 19 139,481 998 5 T) + 0,000 238 sin(226,292 679 + 38 280,851 128 1 T) + 0,000 052 sin(249,663 391 + 57 420,725 159 3 T) + 0,000 009 sin(266,183 510 + 76 560,636 795 0 T) + 0,419 057 sin(79,398 797 + 0,504 261 5 T))°
- δ0 = (54,432 516 − 0,058 271 05T + 0,000 051 cos(122,433 576 + 19 139,940 747 6 T) + 0,000 141 cos(43,058 401 + 38 280,875 327 2 T) + 0,000 031 cos(57,663 379 + 57 420,751 720 5 T) + 0,000 005 cos(79,476 401 + 76 560,649 500 4 T) + 1,591 274 cos(166,325 722 + 0,504 261 5 T))°
- W = (176,049 863 + 350,891 982 443 297 d + 0,000 145 sin(129,071 773 + 19 140,032 824 4 T) + 0,000 157 sin(36,352 167 + 38 281,047 359 1 T) + 0,000 040 sin(56,668 646 + 57 420,929 536 0 T) + 0,000 001 sin(67,364 003 + 76 560,255 221 5 T) + 0,000 001 sin(104,792 680 + 95 700,438 757 8 T) + 0,584 542 sin(95,391 654 + 0,504 261 5 T))°

où d et T sont les intervalles, respectivement en jours (86400 secondes) et en siècles juliens (36525 jours), depuis l'époque standard, c'est-à-dire J2000.0 = JD2451545.0, autrement dit le 1er janvier 2000 à 12 h TDB.

### Coordonnées planétographiques vs. coordonnées planétocentriques
Deux systèmes sont actuellement en vigueur, bien que le second tende à se généraliser — aussi bien au sein de la NASA que de l'ESA — au détriment du premier depuis le début du siècle[Lequel ?] :
- Les latitudes ont initialement été déterminée dans un cadre planétographique consistant à les calculer directement à partir des distances extrapolées sur les clichés obtenus de la surface de la planète par rapport à un maillage de coordonnées projeté sur cette surface. Dans ce système, utilisé par le programme Viking, les longitudes sont exprimées de 0 à 360° W, c'est-à-dire en croissant vers l'ouest.
- Depuis le début du siècle[Lequel ?], le système planétographique tend à être remplacé par le système planétocentrique, bien que les deux aient été validés par l'UAI en 2000 ; dans ce système, les latitudes sont calculées à partir de l'angle formé par un point de la surface avec le plan équatorial de Mars, tandis que les longitudes sont exprimées de 0 à 360° E, c'est-à-dire en croissant vers l'est.

Dans ce second système, et avec l'altitude 0 définie précédemment, le point d'atterrissage de la sonde Viking 1 Lander devient 22,697° N et 312,778° E à une altitude d'environ −3 300 m.